# Venerea
Venerea és un grup suec de hardcore melòdic i skate punk originari de la ciutat de Malmö.

## Trajectòria
Venerea va néixer el 1991 a la ciutat de Falkenberg versionant bandes punk rock dels anys 1980 com Bad Religion i Ramones o la cançó «Black Wind, Fire and Steel» de Manowar (que es troba a Shake Your Swollen Booty). Els membres fundadors van ser Daniel «Dana» Johansson (baix), Johan «Bengan» Bengtsson (veu i guitarra), Mattias «Talle» Toldbod (bateria) i Stefan Stenslund (guitarra). El mateix any, Stefan va deixar la banda per a centrar-se en el metal, Mikael «Mike» Persson es va incorporar a la banda com a nou cantant i baixista i Dana va agafar la guitarra.
Els anys 1992 i el 1993 el grup va enregistrar les seves primeres maquetes, From Beer to Eternity i The Second Cuming of Venereal Disease, encara sota el nom de Venereal Disease, amb Dana i Mike escrivint-ne les lletres. Després van signar un contracte amb Brööl Records per a publicar el seu àlbum de debut, Hullabaloo, ja amb el nom de Venerea (amb motiu de la sonda espacial que la NASA va enviar a Venus per analitzar-ne les capes interiors de roca). Han descrit aquest treball com «un dels pitjors àlbums de debut de la història». Això no obstant, els anys 1995 i 1996 gravaren els àlbums Shake Your Booty (juntament amb el videoclip homònim) i Swollen, i signaren amb el segell alemany Gift of Life Records.
L'àlbum Both Ends Burning és considerat el veritable debut de Venerea, amb el qual van girar per tot Europa fins que Gift of Life Records, a causa de les dificultats financeres, va desaparèixer. Venerea va utilitzar aquest descans per a incorporar un nou guitarrista, Andreas «Anden» Flygare. Després d'una nova gira, el bateria Talle va deixar la banda per seguir amb la seva professió d'electricista, mentre que el nou bateria Mattias «El Bonko» Johansson va incorporar-se amb We Shall Overcome.
Més endavant van enregistrar Losing Weight, Gaining Ground amb el segell Renate/Community Records. El roadie Frederik «Fred» Andersson es va incorporar a la bateria i van gravar el videoclip de la cançó «Back to the Start», amb un estil d'animació inspirat en South Park. Després de participar en la gira de Vans Off The Wall, van publicar un treball més obscur, Out in the Red, tornant «de nou a les arrels dels anys 1980». El 2005 publicaren One Louder amb Bad Taste Records, i el videoclip de la cançó «Calling Card».

## Discografia

### Àlbums
- Hullabaloo (1994, Brööl Records)
- Swollen (1995, Brööl Records)
- Shake Your Booty (1995, Brööl Records)
- Shake Your Swollen Booty (1996, Gift of Life Records)
- Both Ends Burning (1997, Gift of Life Records)
- We Shall Overcome (1998, Renate/Community Records)
- Losing Weight, Gaining Ground (2000, Renate/Community Records)[4]
- Out in the Red (2003, People Like You Records)
- One Louder (2005, Bad Taste Records)
- Black Beach Recordings (2008)
- Lean Back In Anger (2010)
- Split with Smash the Statues (2014, Bad Taste Records)
- Last Call for Adderall (2016, Dirty Six Records)[5]
- The Shit Hits The Fans (Last Exit Music, 2021)[6]
- Euro Trash (SBÄM Records, 2022)[7][8]